# Hilarographa renonga
Hilarographa renonga is een vlinder uit de familie bladrollers (Tortricidae). De wetenschappelijke naam van de soort is voor het eerst geldig gepubliceerd in 2009 door Józef Razowski.

## Type
- holotype: "male. 1891. leg. Doherty. genitalia slide no. 31867"
- instituut: BMNH. Londen, Engeland
- typelocatie: "W. Siam (Thailand), Renong"